# Геодезический купол

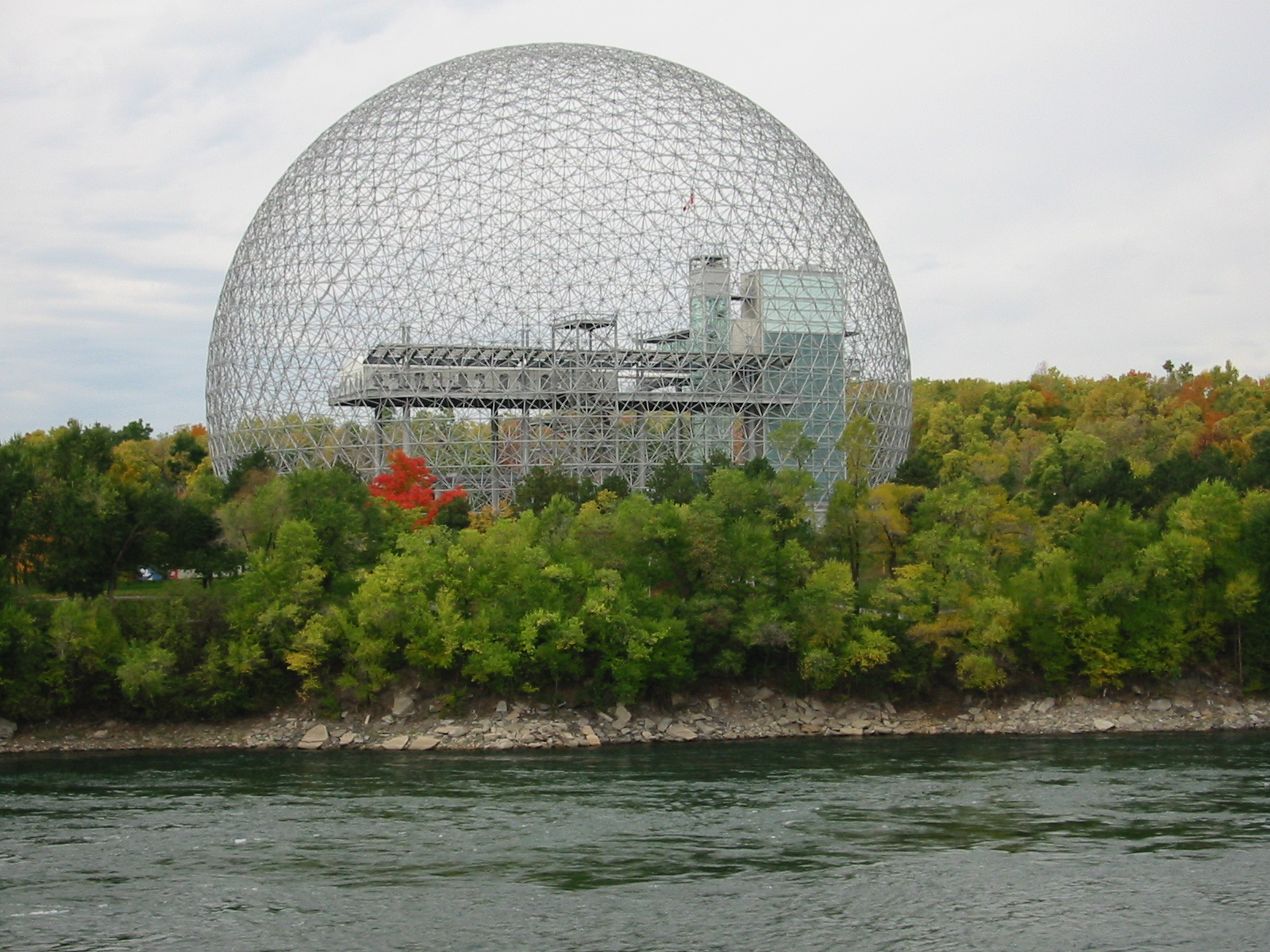
Монреальская Биосфера (бывший Павильон США на Экспо-67), созданная архитектором Ричардом Фуллером

Геодезический купол (геокупол, геодом) — сферическое архитектурное сооружение, собранное из стержней, образующих геодезическую структуру, благодаря которой сооружение в целом обладает хорошими несущими качествами. Геодезический купол является несущей сетчатой оболочкой.
Форма купола образуется благодаря особому соединению балок: в каждом узле сходятся ребра слегка различной длины, которые в целом образуют многогранник, близкий по форме к сегменту сферы.

## История

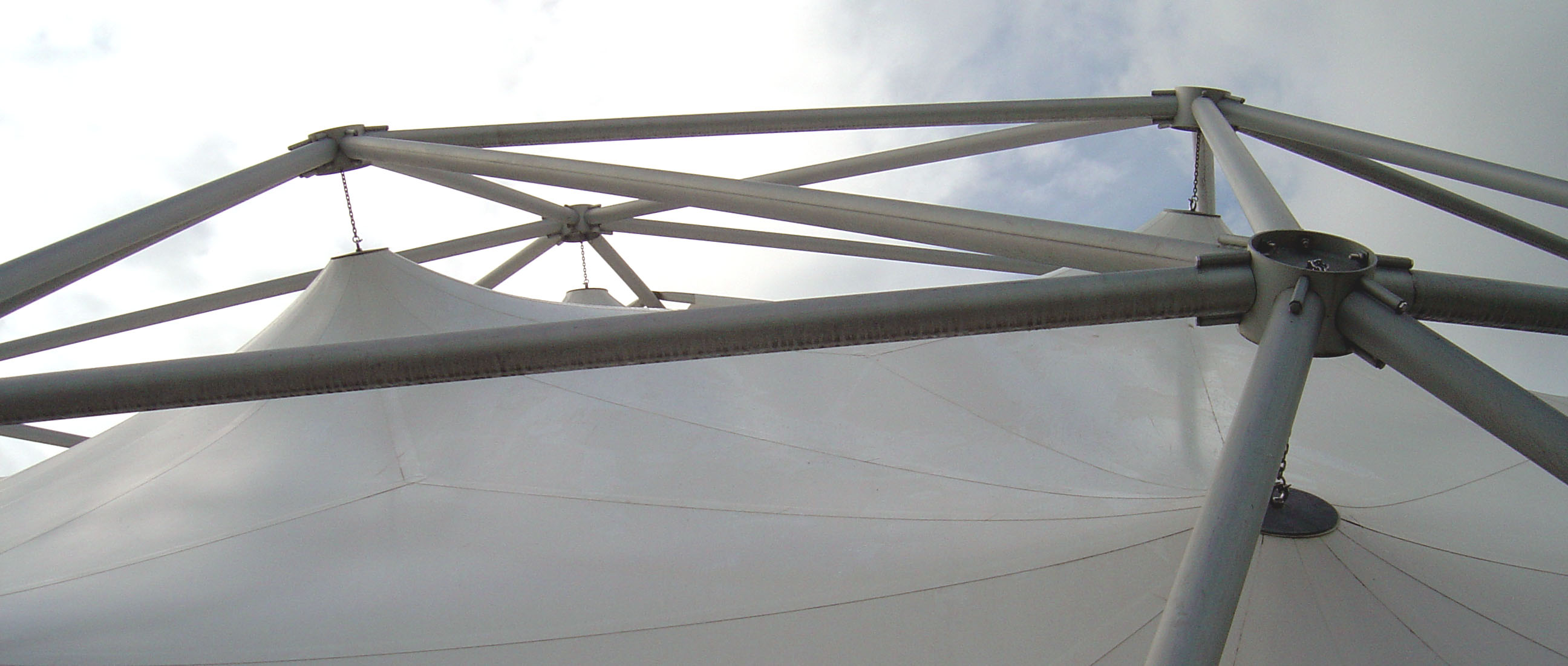
Элементы конструкции геодезического купола

Первым геодезическим куполом (на основе икосаэдра) стал открытый 18 июля 1926 в Йене планетарий, созданным немецким инженером Вальтером Бауэрсфельдом.
Популяризатором геодезиков был Ричард Фуллер, изучавший в конце 1940-х годов свойства куполов. Позднее он получил патент на конструирование геодезических куполов.
Конструкция геодезического купола заинтересовала Фуллера прежде всего благодаря малой массе при большом внутреннем пространстве. Фуллер надеялся, что геодезики помогут решить послевоенный жилищный кризис.
Купола нашли своё применение в различных архитектурных строениях — больших оранжереях, планетариях, аудиториях, складах, ангарах. Жилые же купола не оправдали своих надежд из-за высокой стоимости.

## Преимущества и недостатки геодезических куполов
Купола обладают рядом преимуществ, которые делают их уникальными архитектурными сооружениями. Купола обладают большой несущей способностью, причем чем больше купол, тем она выше (за счёт распределения нагрузки на большее количество элементов конструкции). Простые сооружения создаются очень быстро из достаточно лёгких элементов силами небольшой строительной группы: структуры до 50 метров собираются даже без строительного крана. Купола также обладают идеальной аэродинамической формой, благодаря чему их можно возводить в ветреных и ураганных районах.
Однако есть и недостатки. Массовые современные строительные материалы  имеют прямоугольную форму (листы фанеры, стекла, рулоны утеплителя и гидроизоляции, листовой прокат), а для покрытия граней купола их приходится дополнительно обрабатывать, придавая форму треугольника, из-за чего появляются многочисленные обрезки.

## Упоминание в мировой культуре

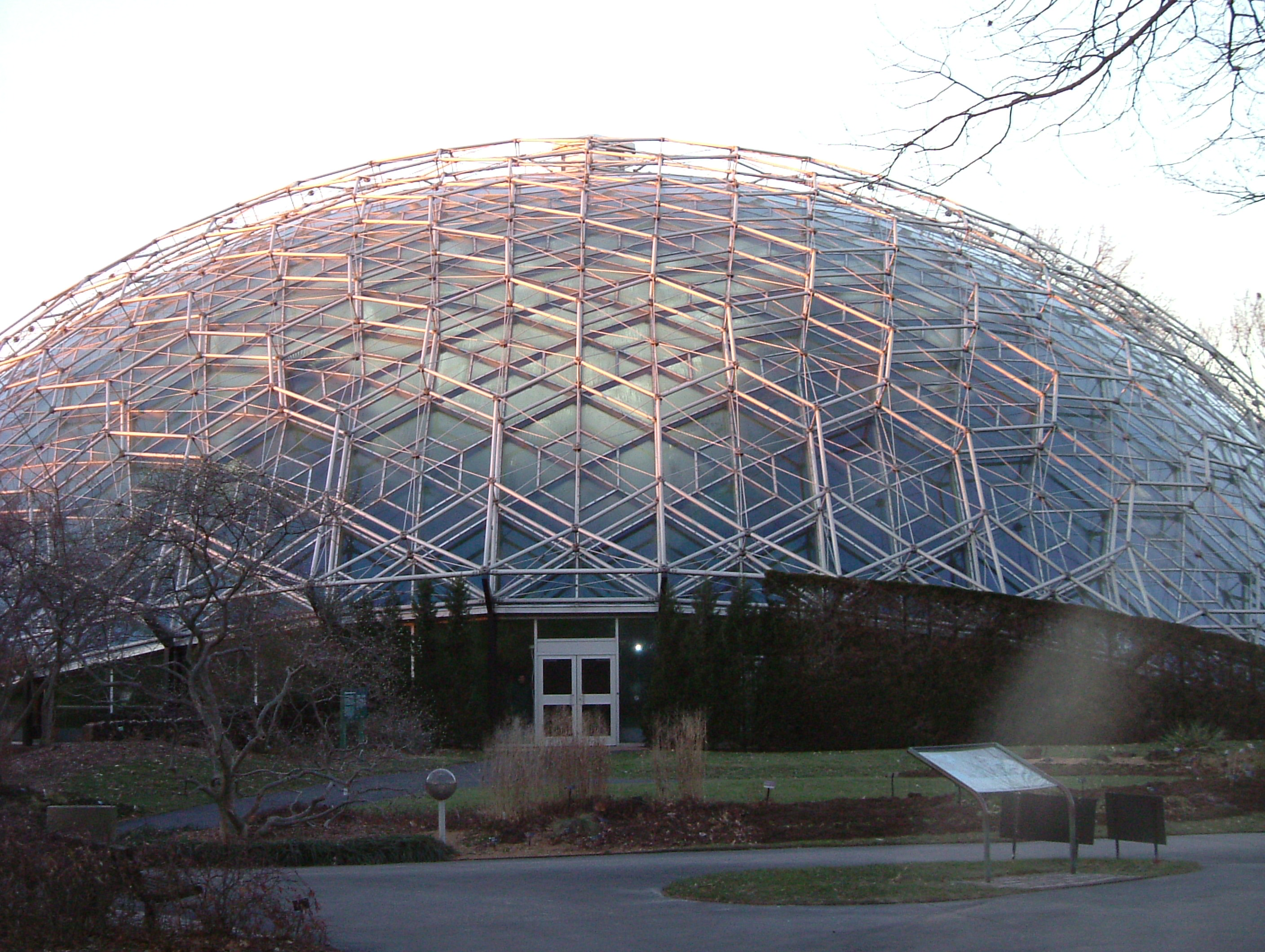
Оранжерея Climatron в Ботаническом саду Миссури, построенная в 1960 году. Дизайн проекта оказал влияние на оранжереи из фильма «Молчаливый бег»

Благодаря своему футуристическому виду геодезики попали во множество фантастических произведений. В ряде из них купола накрывают целые колонии людей, осваивающих планеты звёздных систем.
Также геодезические купола являются ключевым архитектурным элементом в произведениях из трилогии «Киберпространство» Уильяма Гибсона.